# Смилевский, Видое
Видое Смилевский-Бато (макед. Видое Смилевски - Бато; 14 августа 1915, с. Никифорово, Маврово и Ростуша, Королевство Сербия — 8 сентября 1979, Скопье) — югославский и македонский общественно-политический деятель, антифашист, партизан, участник Народно-освободительной войны. Председатель Президиума Собрания Социалистической Республики Македония (1950—1953). Председатель Собрания Социалистической Республики Македония (1963—1967). Председатель Президиума Социалистической Республики Македония (1974—1979). Народный герой Югославии (6 июля 1953).

## Биография
Окончил государственную торговую академию. Его отец — македонец из Никифорово, а мать — православная албанка из Кичиницы.
С 1935 года работал банковским служащим. В апреле 1940 года стал членом компартии Югославии.
Участник Народно-освободительной войны с 1941 года. Партизан НОАЮ. Занимал ответственные должности, работал агитатором, пропагандистом, инструктором и секретарём партийных организаций Белграда, Лесковаца , Вранье и Пирота. В июле 1944 года решением партии был направлен на работу в Македонию и участвовал в Первой сессии Антифашистского собрания по народному освобождению Македонии . Был секретарём райкома компартии Югославии в Скопье, избирался членом и секретарём ЦК Македонской коммунистической партии. В октябре 1944 года стал секретарём обкома компартии в Скопье.
После окончания войны работал на руководящих партийных должностях. Несколько раз избирался членом Центрального комитета КПЮ, с 1969 года — председатель ЦК КПЮ.
Кроме партийной деятельности, выполнял ряд государственных функций: в 1947—1950 годах был вице-президентом правительства Народной Республики Македонии, в 1950—1951 годах — Председатель Президиума Народного собрания НРМ. В 1952—1954 годах вновь избран вице-президентом правительства Народной Республики Македонии, в течение следующих двух лет работал в Национальном собрании, а с 25 июня 1963 года по 12 мая 1967 года был председателем Собрания Социалистической Республики Македония.
В последующие годы является президентом Федерального собрания СФРЮ, членом Совета Федерации, членом национального собрания Федерации, председателем правления Национального фонда кредитования ускорения экономического развития слаборазвитых территорий СФРЮ.
Умер 8 сентября 1979 года на посту председателя Президиума Социалистической Республики Македония и члена Президиума Центрального комитета Македонской коммунистической партии.

## Память
Именем Видое Смилевски-Бато назван один из бульваров Скопье.